# Nemzeti Bajnokság IV 1940-1941
Nemzeti Bajnokság IV 1940–1941 sau liga a 4-a maghiară sezonul 1940–1941 a fost al 25-lea sezon desfășurat în această competiție. 

## Istoric și format
Liga a patra a fost formată din 24 de serii. Doar în seriile Tisa de Sus - Grupa Subcarpatică, Cluj - Grupa Someș, Cluj - Grupa Matia, Criș, Oradea și Sătmar au evoluat echipe românești. 
Cele 24 serii au fost:
| - Budapesta, clasa I., grupa Sud - Budapesta, clasa I., grupa Nord - Budapesta, clasa I., grupa Est - Transdanubia de Sud, clasa I., - Transdanubia de Nord, clasa I. - Duna-Tisza , clasa I. | - Ungariei Centrale, grupa I. - Ungariei Centrale, grupa II. - Ungariei Centrale, grupa III. - Ungariei Centrale, grupa IV. - Ungariei Centrale, grupa V. - Felvideki(de Sus), clasa I., grupa Bükk | - Felvideki(de Sus), clasa I., grupa Mátra - Alföld, clasa I. - Alföld, grupa Kiskun, clasa I. - MOVE, clasa I., grupa Rákóczi - MOVE, clasa I., grupa Zrínyi - Tisa de Sus, clasa I. | - Tisa de Sus, grupa Subcarpatică - Cluj, grupa Someș - Cluj, grupa Matia - Criș, clasa I. - Oradea - Sătmar |

## Seria Tisa de Sus, grupa Subcarpatică
Echipele participante au fost din 6 orașe: 
- Craihaza: CFM
- Hust: AS, Rusi
- Seleușu Mare: Beschizii II, AS
- Svaleava: AS
- Slatina: AS Minerul II, AS
- Teceu Mare: AS

Hust, Slatina și Seleușu Mare au avut mai mult de o echipă.
| Poz | Echipă                    | Pld | W | D | L | GF | GA | GD | Pct |
| --- | ------------------------- | --- | - | - | - | -- | -- | -- | --- |
| 1   | AS Svaleava (C)           | 5   | 4 | 1 | 0 | 13 | 9  | +4 | 9   |
| 2   | CFM Craihaza(P)           | 4   | 3 | 0 | 1 | 13 | 7  | +6 | 6   |
| 3   | AS Hust                   | 5   | 3 | 0 | 2 | 8  | 11 | -3 | 6   |
| 4   | Rusi Hust                 | 4   | 2 | 1 | 1 | 6  | 10 | -4 | 5   |
| 5   | AS Minerul Slatina II*    | 5   | 1 | 0 | 4 | 0  | 3  | -3 | 2   |
| 6   | Beskizii Seleușu Mare II* | 5   | 0 | 0 | 5 | 0  | 0  | 0  | 0   |
| 7   | AS Teceu Mare*            | -   | - | - | - | -  | -  | -  | -   |
| 8   | AS Slatina*               | -   | - | - | - | -  | -  | -  | -   |
| 9   | AS Seleușu Mare*          | -   | - | - | - | -  | -  | -  | -   |

(C) Campioana a fost AS Svaleava.
(P) CFM Craihaza a promovat în NB III(a treia ligă maghiară)..
* S-a retras.
Surse:
"Sportul Național"/"Nemzeti Sport" din 1941.04.11

## Seria Cluj, grupa Matia
Echipele participante au fost doar Cluj:  
- Cluj: Carnea, CA II, ASM, Angajații Economici, Sector III și Corvinul.[2]

| Poz | Echipă             | Pld | W | D | L | GF | GA | GD  | Pct |
| --- | ------------------ | --- | - | - | - | -- | -- | --- | --- |
| 1   | Carnea Cluj(C)     | 8   | 7 | 1 | 0 | 34 | 12 | +22 | 15  |
| 2   | CA Cluj II         | 8   | 6 | 0 | 2 | 39 | 20 | +19 | 12  |
| 3   | ASM Cluj           | 8   | 4 | 1 | 3 | 22 | 11 | +11 | 9   |
| 4   | ASSE Cluj          | 8   | 2 | 0 | 6 | 10 | 26 | -16 | 4   |
| 5   | FC Sector III Cluj | 8   | 0 | 0 | 8 | 7  | 43 | -36 | 0   |
| 6   | AS Corvinul Cluj*  | -   | - | - | - | -  | -  | -   | -   |

(C) Campioana a fost Carnea Cluj.
* S-a retras.
Surse:
"Opoziția"/"Ellenzék" din 1941.05.04.

## Seria Cluj, grupa Someș
Echipele participante au fost din 2 orașe:  
- Cluj: Electrica, CFM, Haggibor, Bastionul Cluj II
- Dej: AS,

Doar Cluj a avut mai mult de o echipă.
| Poz | Echipă            | Pld | W | D | L | GF | GA | GD  | Pct |
| --- | ----------------- | --- | - | - | - | -- | -- | --- | --- |
| 1   | Electrica Cluj(C) | 8   | 6 | 1 | 1 | 19 | 8  | +11 | 13- |
| 2   | CFM Cluj(P)       | 8   | 5 | 1 | 2 | 19 | 11 | +8  | 11  |
| 3   | AS Haggibor Cluj  | 8   | 3 | 2 | 3 | 15 | 18 | -3  | 8   |
| 4   | Bastionul Cluj II | 8   | 1 | 2 | 5 | 11 | 13 | -2  | 4   |
| 5   | AS Dej            | 8   | 2 | 0 | 6 | 12 | 26 | -14 | 4   |

(C) Campioana a fost Electrica Cluj.
(P) CFM Cluj a promovat direct în NBII(liga a doua maghiară).
Surse:
"Opoziția"/"Ellenzék" din 1941.05.04.

## Seria Criș, clasa I.
Echipele participante au fost din 8 orașe:  
- Bichișciaba: AS Stăruința, CFM, Tricotaje
- Mezovacihaza: AS
- Békésszentandrás: Huniad
- Condoroș: AS
- Gyomandrod: SG
- Orosháza: ASM
- Șercad: AF Chinezul
- Sarvaș: Turul

Doar Bichișciaba a avut mai mult de o echipă.
| Poz | Echipă                   | Pld | W  | D | L  | GF | GA | GD  | Pct |
| --- | ------------------------ | --- | -- | - | -- | -- | -- | --- | --- |
| 1   | Stăruința Bichișciaba(C) | 22  | 17 | 2 | 3  | 88 | 22 | +66 | 36  |
| 2   | CFM Bichișciaba          | 22  | 15 | 5 | 2  | 62 | 39 | +23 | 35  |
| 3   | SG Mezovacihazi          | 22  | 11 | 5 | 6  | 60 | 39 | +21 | 27  |
| 4   | Huniad Békésszentandrás  | 22  | 11 | 0 | 11 | 48 | 52 | -4  | 22  |
| 5   | AS Condoroș              | 21  | 7  | 7 | 7  | 43 | 44 | -1  | 21  |
| 6   | ASM Orosháza             | 22  | 6  | 9 | 7  | 43 | 47 | -4  | 21  |
| 7   | SG Jula                  | 22  | 9  | 3 | 10 | 44 | 51 | -7  | 21  |
| 8   | Tricotaje Bichișciaba    | 22  | 9  | 2 | 11 | 51 | 53 | -2  | 20  |
| 9   | SG Gyoma                 | 22  | 8  | 4 | 10 | 42 | 57 | -15 | 20  |
| 10  | AF Chinezul Șercad       | 21  | 5  | 9 | 7  | 39 | 55 | -16 | 19  |
| 11  | AS Industrial Bichiș     | 22  | 6  | 3 | 13 | 58 | 70 | -12 | 15  |

(C) Campioana a fost Stăruința Bichișciaba, a promovat în NBIII(liga a treia maghiară).
Surse:
"Sportul Național"/"Nemzeti Sport" 1941.07.13.

## Seria Oradea
Echipele participante au fost din 2 orașe:
- Oradea: Stăruința II, CFM, Înfrățirea, AS Kolping Înfrățirea, CAO II, Electrica
- Salonta: AS, Bocskai

Atât Oradea cât și Salonta au avut mai mult de o echipă.
| Poz | Echipă                        | Pld | W | D | L | GF | GA | GD | Pct |
| --- | ----------------------------- | --- | - | - | - | -- | -- | -- | --- |
| 1   | AS Salonta (C)                | –   | – | – | – | –  | –  | –  | –   |
| 2   | Bocskai Salonta               | –   | – | – | – | –  | –  | –  | –   |
| 3   | CS Înțelegerea Oradea         | –   | – | – | – | –  | –  | –  | –   |
| 4   | AS Kolping Înțelegerea Oradea | –   | – | – | – | –  | –  | –  | –   |
| 5   | Electrica Oradea              | –   | – | – | – | –  | –  | –  | –   |
| 6   | CA Oradea II                  | –   | – | – | – | –  | –  | –  | –   |
| 7   | Stăruința Oradea II           | –   | – | – | – | –  | –  | –  | –   |
| 8   | CS CFM Oradea                 | –   | – | – | – | –  | –  | –  | –   |

(C) AS Salonta a fost campioana.
Surse:
"Sportul Național"/"Nemzeti Sport" 20.05.1941

## Sătmar
Echipele participante au fost din 4 orașe: 
- Baia Mare: AS II, AS Noroc Bun, CS Gutin
- Baia Sprie: CA Trezoreria
- Carei: CA,
- Satu Mare: Stăruința, Barkochba, Înainte

Baia Mare și Satu Mare au avut mai mult de o echipă.
| Poz | Echipă                   | Pld | W  | D | L  | GF | GA | GD  | Pct |
| --- | ------------------------ | --- | -- | - | -- | -- | -- | --- | --- |
| 1   | AS Baia Mare II(C)       | 14  | 11 | 2 | 1  | 41 | 11 | +30 | 24  |
| 2   | CA Carei(P)              | 14  | 11 | 2 | 1  | 29 | 17 | +12 | 24  |
| 3   | AS Noroc Bun Baia Mare   | 14  | 9  | 3 | 2  | 33 | 9  | +24 | 21  |
| 4   | Stăruința Satu Mare      | 14  | 6  | 3 | 5  | 15 | 19 | -4  | 15  |
| 5   | Barkochba Satu Mare      | 14  | 3  | 1 | 10 | 5  | 22 | -17 | 7   |
| 6   | CS Gutin Baia Mare       | 14  | 3  | 1 | 10 | 4  | 23 | -19 | 7   |
| 7   | Înainte Satu Mare        | 14  | 2  | 1 | 11 | 4  | 29 | -25 | 5   |
| 8   | CA Trezoreria Baia Sprie | –   | –  | – | –  | –  | –  | –   | –   |

(C) Campioana a fost AS Baia Mare II.
(P) CA Carei a promovat în NBIII (liga a treia maghiară).
* S-a retras.
Surse:
"Sportul Național"/"Nemzeti Sport" din 1941.07.10.

## Vezi și
- Liga a 2-a maghiară 1940–1941
- Liga a 3-a maghiară 1940-1941
- Liga a 5-a maghiară 1940-1941
- Prima ligă maghiară
- Liga a 2-a maghiară
- Liga a 3-a maghiară
- Liga a 4-a maghiară
- Liga a 5-a maghiară
- Cupa Ungariei
- Supercupa Ungariei
- Cupa Ligii Ungariei